# Hoplodrina suffusa
Hoplodrina suffusa là một loài bướm đêm trong họ Noctuidae.